# Olleke bolleke
Olleke bolleke rubisolleke ist ein flämisch-niederländischer Kinderreim mit einem Unsinnstext. Er dient als Abzählreim, oft in Verbindung mit einem Spiel, bei dem die Fäuste aufeinander „gestapelt“ werden.

## Vorkommen
Die älteste Quelle des Textes in der Niederländischen Liederdatenbank des Meertens Instituut sind Handschriftensammlungen aus der Zeit um 1900.
Die Handschriftensammlung des Büros des Nederlandse Volkseigen hat als Einleitungstext (Incipit) „Olleke, bolleke, hiepsasolleke“, mit der Erklärung, es handele sich um einen Abzählreim.
Die Handschriftensammlung von Volks- und Kinderliedern von Nienke van Hichtum (Zeitraum von 1904 bis 1938) enthält neun Varianten, darunter „Elderde, belderde, sikkerde, selderde“ und „Olleke bolleke riebeke solleke“. Alle Varianten sind als Abzählreime gekennzeichnet.
Die Sammlung Donders von 1923 hat 29 Einträge zu dem Liedtext, unter anderem mit den Anfängen „Olleke bolleke, knevels holleke“, „Olke, bolke, rube solke“ sowie „Upke dupke paardekupke“.
Das erste Liederbuch, das Olleke bolleke aufgenommen hat, ist Kinderspelen uit Vlaamsch België, zusammengestellt durch den westflämischen Lehrerverband (Teil 2, 1905). Sie geben unter der Überschrift „Abzählweisen, Abzähllieder, Abzählreime“ zwei Varianten an: „Holleke / Bolleke“ und „Hólleke / bólleke“.
Der Reim dürfte in der mündlichen Überlieferung durchaus früher als in diesen Fundstellen existiert haben; im 19. Jahrhundert wurden unter dem Einfluss der Romantik zahlreiche Volkslieder erstmals gesammelt und veröffentlicht.

## Text
Volkslieder haben aufgrund der mündlichen Überlieferung häufig sehr viele (regionale) Varianten, sowohl bei Text als auch Melodie. Heute lautet der Text gewöhnlich wie folgt (Varianten siehe unterhalb):
Olleke bolleke
Rubisolleke
Olleke bolleke
Knol!

### Varianten
Insbesondere die zweite Zeile kann stark variieren, beispielsweise: rebusolleke, rubisolleke, ruben solleke, riebeke solleke, kriebele solke, rubesholleke, remisolleke, riebesolleke, und so weiter.

### In anderen Sprachen
Stephanus Johannes du Toit verglich 1924 mehrere Afrikaans-Versionen des Abzählreims mit niederländischsprachigen Versionen, bei denen es ebenfalls um Spiele mit Fäusten geht. Eine der Afrikaans-Varianten lautet:
Olke,
bolke,
roerie-solke
Olke,
bolke,
knor
Der belgische Literaturwissenschaftler Will van Peer wies 1992 darauf hin, dass in England ein ähnlicher Reim vorkommt, obwohl der Reim als typisch flämisch/niederländisch gilt:
Olicka bolicka
Susan solicka
Olicka bolicka
Nob.

## Spiele
Der Reim kann als Abzählvers genutzt werden, wie die Mehrzahl der Treffer in der Niederländischen Liederdatenbank belegt. Nur ein Eintrag von 63 gibt als Anmerkung: Fäuste.
Bis heute ist ein Spiel verbreitet: Unter Aufsagen des Abzählreims stapeln zwei oder mehr Personen (darunter meist ein Erwachsener) ihre Fäuste übereinander. Beim letzten Wort, „Knol!“ wird der „Faustturm“ durch die letzte Faust zum Einsturz gebracht.
Es gibt eine Variante mit einer zweiten Strophe: Nach „Knol“ verstecken die Teilnehmer ihre Fäuste hinter dem Rücken und rufen:
al wie handen
of tanden
laat zien:
tien doefen en een kneep
Auf Deutsch:
jeder, der Hände
oder Zähne
zeigt:
zehn mal stupsen und ein mal kneifen
Man muss dabei das Lachen unterdrücken und seine Hände auf dem Rücken halten – wer als erster dagegen verstößt, bekommt zehn doefen (knuffen, stupsen, schlagen) und einen kneep (wird gekniffen, etwa in die Wange).

## Reimpaar aus einem Gedicht des 16. Jahrhunderts
In dem Gedicht Van het schoon Mammeken von Lucas de Heere aus dem Jahr 1565 kommen folgende Zeilen vor:
Rood criexkin (zeghic) med zijn clein olleken
Vp een effen rond yuoore bolleken
Übersetzt:
Roter Zuckerguss (sage ich) mit dem kleinen Ball
auf eine glatte runde Kugel aus Elfenbein
Ein möglicher Zusammenhang mit dem Abzählreim bleibt hier offen.

## Ollekebolleke als Gedichtmaß
Ollekebolleke ist auch die Bezeichnung ein humoristisches Epigramm mit einem streng definierten Gedichtmaß, bei dem ein doppelter Daktylus zur Anwendung kommt und das 1974 von Drs. P im niederländischen Sprachraum eingeführt wurde. Zwei Strophen zu je vier Zeilen, bei denen die Zeilen 1–3 und 5–7 doppelte Daktylen sind: zwei mal drei Silben, von denen je die erste betont, die zwei nächsten unbetont sind („Ólleke – bólleke“). Ausnahmen sind die vierte und achte Zeile, bei der die Betonung frei verteilt sein kann, die sich jedoch aufeinander reimen müssen. Die sechste Zeile muss ein einzelnes, sechssilbiges Wort sein, bei dem die Hauptbetonung auf der vierten Silbe liegt. Drs. P veröffentlichte vor seinem Tod im Jahr 2015 seinen eigenen Nachruf in Form eines Ollekebolleke.

## Rezeption
- In der niederländischen Übersetzung des Romans Berlin Alexanderplatz von Alfred Döblin durch Nico Rost wird die Textstelle „Schnaps Schnaps, Schnabus, heiße Hände macht der Schnabus, ist gut. Tante Paula liegt im Bett und ißt Tomaten, eine Freundin hat ihr dringend zugeraten“ (45. Auflage Deutscher Taschenbuchverlag, S. 311) mit „Ollebolleke rubisolleke olleke bolleke knol“ übersetzt.[8]
- Ein Kinderbuch von Emilie B. J. Doekes-de Wilde aus dem Jahr 1946 trägt den Titel Olleke, Bolleke en Knipperdolleke: hoe zij hun land van een ondergang redden en het geheim van een goede gezondheid vonden („Olleke, Bolleke und Knipperdolleke: wie sie ihr Land vor dem Untergang retten und das Geheimnis guter Gesundheit finden“)
- 1978 nahm Vader Abraham den Titel Olleke Bolleke auf.[9]
- Die Antwerpener Musikgruppe De Strangers veröffentlichten ebenfalls ein Stück unter dem Titel Olleken Bolleken.[10]
- Das Lied Juffrouw Toos vom One Two Trio (Text: Peter Koelewijn) enthält im Refrain die Zeilen vom Olleke Bolleke.[11]
- Sowohl Olleke Bolleke als auch Rebusolleke sind in den Niederlanden als Namen für Kindertagesstätten und Spielgruppen verbreitet.